# Silene mariana
Silene mariana är en nejlikväxtart som beskrevs av Carlos Pau. Silene mariana ingår i släktet glimmar, och familjen nejlikväxter. Inga underarter finns listade i Catalogue of Life.

## Bildgalleri

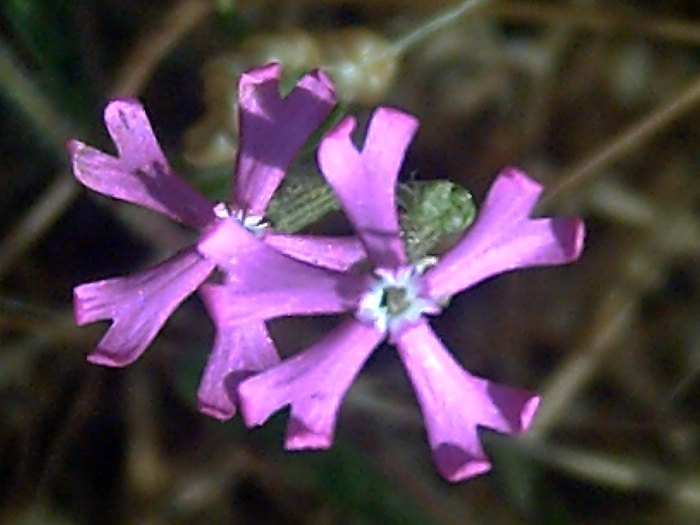
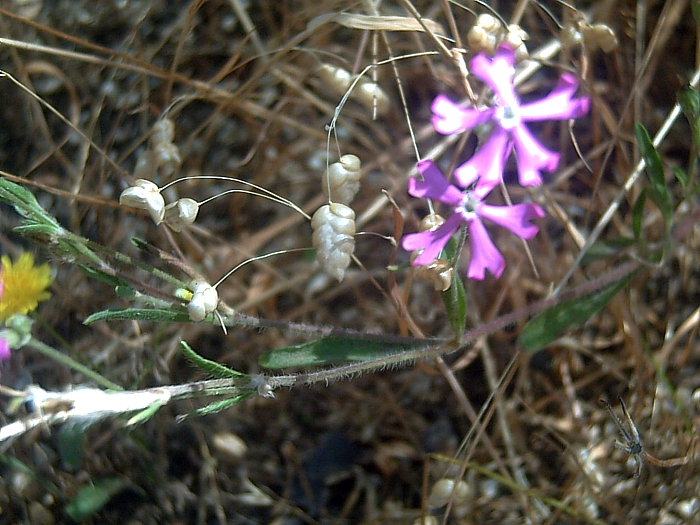
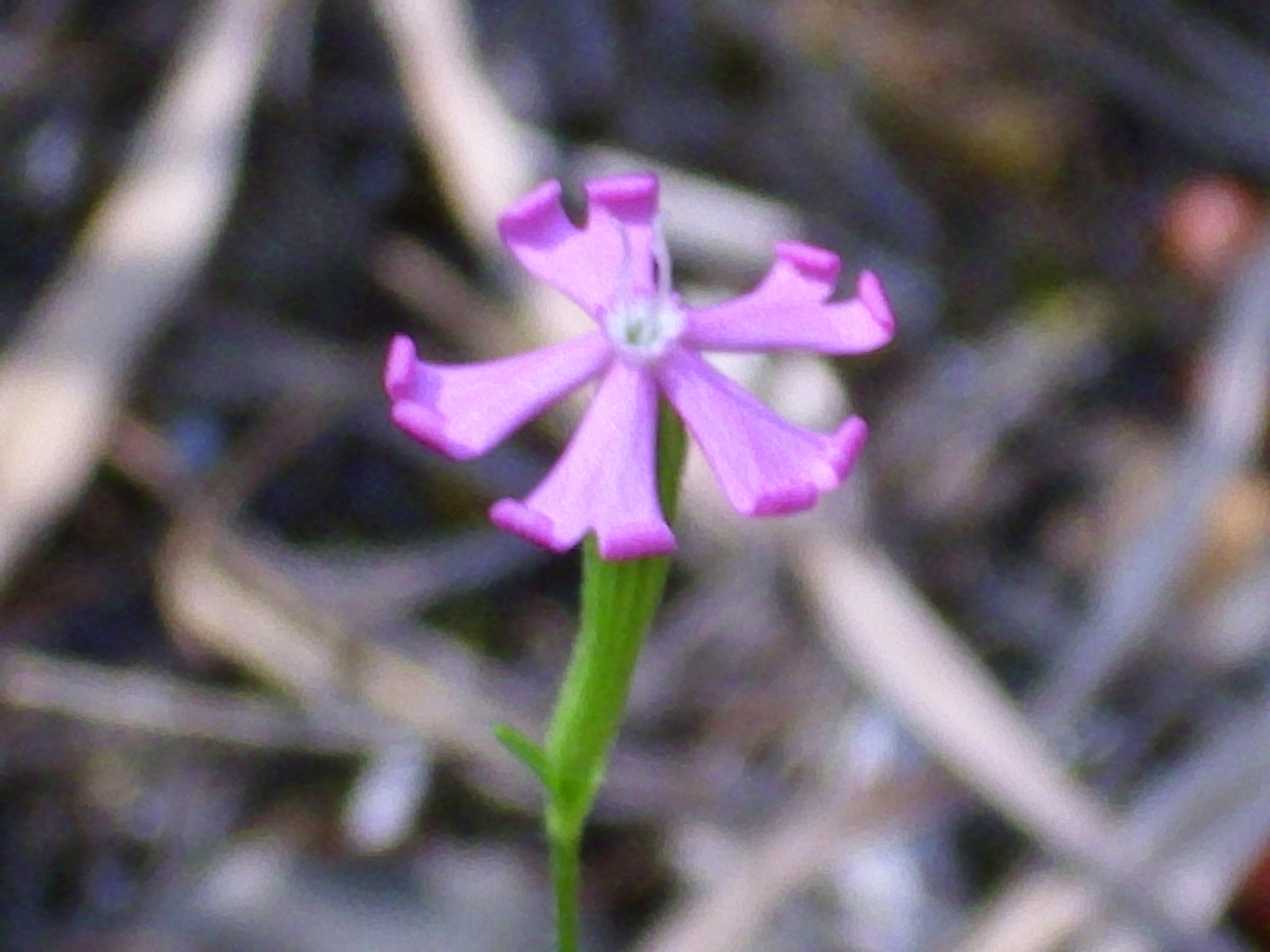